# Kloster Santa Maria di Sala
Das Kloster Santa Maria di Sala ist eine ehemalige Zisterziensermönchsabtei im Latium, Italien. Die Ruine liegt in der Nähe der Gemeinde Farnese nahe beim Flüsschen Olpeta in der Provinz Viterbo.

## Geschichte
An der Stelle des späteren Klosters befand sich schon im 10. Jahrhundert die Niederlassung einer religiösen Gemeinde. Der Bischof von Castro bot dem Abt von Kloster Staffarda im Piemont die Niederlassung an, der 1189 Mönche nach Sala entsandte. Damit gehörte das Kloster der Filiation der Primarabtei La Ferté an. Schon bald ergab es sich, dass sich der Ort nicht für eine Abtei eignete. 1199 beklagte sich das Generalkapitel des Ordens über die wenigen Mönche in Sala. Es beauftragte La Ferté im Jahr 1205 mit der Prüfung, ob in Sala 12 Mönche nach den Regeln des Ordens leben könnten. Der Auszug aus dem Kloster dürfte um 1217 stattgefunden haben. Die Güter des Klosters fielen zunächst an Staffarda, wurden aber 1257 an das Kloster San Martino al Cimino verkauft.

## Anlage und Bauten
Von der Klosteranlage haben sich die Mauern des Schiffs der romanischen einschiffigen Kirche von ca. 15 m Länge erhalten.